# 田之尻站
田之尻站（日语：／ Tanoshiri eki */?）是位於廣島縣山縣郡筒賀村中筒賀（現時：安藝太田町中筒賀），西日本旅客鐵道（JR西日本）可部線的鐵路車站（廢站）。

## 歷史
- 1956年（昭和31年）
  - 11月19日：田之尻臨時乘降場（日语：／）啟用[1]。
  - 12月20日：升級為車站，名為筒賀站（日语：／）[1]。當時為客運車站（無人車站）[1]。只有柴油列車停靠此站[2]。
    - 當時筒賀村一方十分希望能夠設立一座車站，雖然需要跨越山嶺，但是筒賀村村民已經可以使用鐵路服務。因此此站命名為筒賀站，而車站所在地為廣島縣山縣郡筒賀村中筒賀。
- 1969年（昭和44年）7月1日：車站改名為田之尻站[1]。
  - 在國鐵本鄉線（加計至三段峽之間的鐵路線建設名稱。該名稱取自山縣郡戶河內町（日语：戸河内町）中心小字。在開業時編入至可部線內）開業時，由於在筒賀村中心附近的車站將名為筒賀站，此站被改名，名稱取自附近的小字。
- 1987年（昭和62年）4月1日：伴隨國鐵分割民營化，車站由西日本旅客鐵道（JR西日本）營運[1]。
- 2003年（平成15年）12月1日：車站廢除。

## 車站構造
此站是地面車站，設有1面1線的單式月台。此站為一座無人車站，沒有站舍。在路軌西邊設有月台，月台上設有候車室。

## 車站周邊
車站東邊設有太田川，西邊設有沿太田川右岸行走的廣島縣道304號中筒賀下線。
曾經在站前設有廣島縣道241號筒賀停車場線，連接站前至太田川對面岸的國道191號，途中跨越太田川的橋樑名為筒賀橋。另外還有廣島縣道303號上筒賀筒賀停車場線，連接站前至山縣郡筒賀村（現時：安藝太田町）上筒賀，途經井仁之梯田。在JR可部線可部至三段峽之間廢除時，當時在廣島縣道中，共有55條路線主力連接車站，而在同一座車站有多於一條的縣道中，除了此站外還有藝備線的備後八幡站和小奴可站。
廣島縣道241號筒賀停車場線和廣島縣道303號上筒賀筒賀停車場線都是在可部線啟用後才認證（1969年（昭和44年）5月30日廣島縣告示第428號），而當時的可部線 可部至加計之間已經被選為赤字83線之一，有隨時被廢除的可能。結局在認證後34年6個月，可部線終於廢除，而縣道在田之尻站廢除後的2009年進行重組。

## 現狀
路軌已經被撤走，但是月台和候車室還存在。但是候車室已經被封鎖，內部還保留了廢線前一刻的時間表。

## 相鄰車站
西日本旅客鐵道（JR西日本）
可部線
坪野－田之尻－津浪

## 注腳
1. 1 2 3 4 5 6  石野哲（編）.  初版. JTB. 1998-10-01: 282. ISBN 978-4-533-02980-6 （日语）.
2. ↑  . 鐵道公報 (日本國有鐵道總裁室文書課). 1956-12-17: 3 （日语）.

## 相關項目
- 日本鐵路車站列表 Ta